# Мосоровићи
Мосоровићи су насељено мјесто у општини Калиновик, Република Српска, БиХ. Према попису становништва из 1991. у насељу је живјело 62 становника. Према попису становништва из 2013. у насељу је живјело 27 становника.

## Географија
Насеље Мосоровићи налази се у подножју Трескавице на надморској висини од 1100 метара.

## Становништво
Према попису становништва из 1991. године, мјесто је имало 62 становника.
| Националност | 1991. |
| Срби         | 62    |
| Укупно       |       |

| Демографија | Демографија | Демографија |
| Година      | Становника  | Становника  |
| ----------- | ----------- | ----------- |
| 1961.       | 155         |             |
| 1971.       | 132         |             |
| 1981.       | 90          |             |
| 1991.       | 62          |             |